# 타이탄 사커 콤플렉스
타이탄 사커 콤플렉스(Titan Soccer Complex)은 미국의 축구 전용 경기장이다. 플로리다주 멜번에 위치하고 있으며 USL 올랜도 시티 B의 홈경기장이다.